# オンラインスプレッドシート
オンラインスプレッドシートとは、Webを介して、編集権限を与えられた複数の人が同時にスプレッドシートを編集したり、編集した文書をWeb上で共有できるようにしたウェブアプリケーションベースの表計算ソフト。

## 概要
2005年頃、Ajaxを始めとするウェブ2.0のようなテクノロジの出現により、オンラインスプレッドシートの新世代が出現し始めた。そのうちのいくつかは、強力なマルチユーザーのコラボレーション機能を備えているほか、株価の更新や通貨の為替レートと同じように、リモートソースからリアルタイムで編集内容を更新する。また、リッチインターネットアプリケーションのユーザーエクスペリエンスを装備し、最高のWebベースのオンラインのスプレッドシートは、デスクトップ表計算アプリケーションで見られる機能の多くを持っている。オンラインアプリケーションは一般的にはクラウドアプリとして知られるようになっている。

## オンラインスプレッドシートの一覧

### 無料で使えるソフトウェア
- EditGrid - scheduled closing on May 2014[1]
- Expresso spreadsheet
- Google Docs[2]
- Office Online
- Sheetster
- Smartsheet
- ZCubes - Calci
- Zoho Office Suite

#### オープンソースのソフトウェア
- Dhtmlx Spreadsheet : JavaScriptとPHPで書かれた、基本的な書式を持つ組み込み可能スプレッドシート[3]。
- Simple Spreadsheet
- Tiki Wiki CMS Groupware includes a spreadsheet since 2004 and migrated to jQuery.sheet in 2010.
- wikiCalc (now called SocialCalc)
- GelSheet (spinoff from OpenGoo, also integrates with WordPress)
- EtherCalc
- LibreOffice

### 有料のソフトウェア
- Expresso spreadsheet - Workgroup, & Enterprise accounts.
- Google Docs - Enterprise (and other) edition.
- Microsoft Office 365
- CollateBox
- Resolver One
- Smartsheet
- ThinkFree Office Calc
- Zoho Office Suite - Business account.

## 関連
- 表計算ソフト
- クラウドコンピューティング
- ウェブアプリケーション
- 表計算ソフトの比較　（英語）
- コラボレーティブソフトウェア一覧（英語）
- ウェブベースのシミュレーション（英語）